# Vranje
Vranje (en cirílico, Врање, pronunciado [ʋrâɲɛ] (escucharⓘ), /vráñe/; en búlgaro: Враня, Vranja; en turco: Vranya) es una ciudad ubicada en el sur de Serbia. En 2011, el área administrativa de la ciudad tenía una población total de 82 782 habitantes, mientras que la zona urbana tenía 54 456. Es el centro administrativo del Distrito de Pčinja de Serbia.

## Geografía
Vranje es el centro económico, político y cultural del distrito de Pčinja, que consta de los municipios de Bosilegrad, Bujanovac, Vladičin Han, Preševo, Surdulica, Trgovište y Vranje. La ciudad está situada en el suroeste del valle de Vranje, en la margen izquierda del río Morava meridional. El río y la ciudad están divididos por la carretera principal y la vía del tren, la cual conduce por el norte a Leskovac (70 km), Niš (110 km) y Belgrado (347 km), y por el sur a Kumanovo (56 km), Skopie (91 km) y Tesalónica (354 km).
Vranje se encuentra en la base de las montañas Pljačkovica (1231 m s. n. m.), Krstilovice (1154 m) y Pržar (731 m) y se encuentra a 70 km de distancia de la frontera con Bulgaria, a 40 km de la frontera con Macedonia del Norte, y a 30 km del límite con la provincia de Kosovo.
En la ciudad están basadas la Eparquía de Vranje y la cuarta brigada del Ejército de Tierra de Serbia.

## Historia
En la antigüedad, diversas tribus tracias habitaron el área actual de la ciudad, así como los agrianos (una tribu de Peonia) que habitaban en la zona del actual Distrito de Pčinja.
Los romanos conquistaron la región en el siglo II y siglo I a. C. Las fortalezas romanas en la región de Vranje fueron abandonadas durante los ataques de los hunos en 539 hasta 544 d. C. incluyendo las localidades de Kale en Vranjska Banja, Gradište en Korbevac y Gradište en Prvonek.
Su nombre deriva de la palabra antigua para "negro" ("vran") en idioma serbio y aparece por primera vez en el Alexiada (9, 4) de la princesa y erudita bizantina Ana Comneno (1083-1153). Durante el período de la ocupación austríaca (1688-1692), Vranje fue gestionado por la familia Von Lahmm.
Durante el dominio otomano, Vranje fue parte del Sanjak de Niš.
El frente entre las fuerzas serbias y búlgaras durante la batalla de Pole Ovche de 1915 en la campaña de Serbia, en la Primera Guerra Mundial, se extendía cerca de Vranje.

## Localidades
- Aleksandrovac (Vranje)
- Barbarušince
- Barelić
- Beli Breg
- Bojin Del
- Bresnica (Vranje)
- Buljesovce
- Buštranje
- Čestelin
- Crni Lug (Vranje)
- Ćukovac
- Ćurkovica
- Davidovac
- Dobrejance
- Donja Otulja
- Donje Punoševce
- Donje Trebešinje
- Donje Žapsko
- Donji Neradovac
- Dragobužde
- Drenovac
- Dubnica (Vranje)
- Dulan
- Dupeljevo
- Golemo Selo
- Gornja Otulja
- Gornje Punoševce
- Gornje Trebešinje
- Gornje Žapsko
- Gornji Neradovac
- Gradnja
- Gumerište
- Katun (Vranje)
- Klašnjice
- Koćura
- Kopanjane
- Kruševa Glava
- Kupinince
- Lalince
- Lepčince
- Lukovo (Vranje)
- Margance
- Mečkovac
- Mijakovce
- Mijovce
- Milanovo
- Milivojce
- Moštanica (Vranje)
- Nastavce
- Nova Brezovica
- Oblička Sena
- Ostra Glava
- Pavlovac (Vranje)
- Pljačkovica
- Preobraženje
- Ranutovac
- Rataje (Vranje)
- Ribnice
- Ristovac
- Roždace
- Rusce
- Sikirje
- Smiljević
- Soderce
- Srednji Del
- Stance
- Stara Brezovica
- Strešak
- Stropsko
- Struganica
- Studena (Vranje)
- Surdul
- Suvi Dol
- Tesovište
- Tibužde
- Trstena
- Tumba (Vranje)
- Urmanica
- Uševce
- Viševce
- Vlase (Vranje)
- Vrtogoš
- Zlatokop

## Demografía
Según el censo de 2002, la población de Vranje estaba compuesta por las siguientes etnias:
- Serbios: 51 418
- Romaníes: 2619
- Otros: s/d

## Patrimonio
El principal símbolo del patrimonio local es el Puente Blanco, construido en 1844 durante la ocupación turca, y que aparece en el escudo de armas de la ciudad.
En sus inmediaciones se encuentran también el Monasterio de Prohor Pčinjski, del siglo XI, y los reconocidos balnearios de Vranjska Banja.

## Ciudades hermanadas
- Nowy Sącz, Polonia.
- Volos, Grecia.